# Empréstimo hipotecário
Um empréstimo hipotecário ou simplesmente hipoteca é um empréstimo usado tanto pelos compradores de imóveis para angariar fundos para comprar imóveis, ou, alternativamente, pelos proprietários para angariar fundos existentes para qualquer finalidade ao mesmo tempo dando como garantia real a propriedade sendo hipotecada. O empréstimo é "garantido" nas propriedades do tomador através de um processo conhecido como originação de hipotecas. Isso significa que é criado um mecanismo legal que permite ao credor tomar posse e vender a propriedade garantida ("execução duma hipoteca" ou "reintegração de posse") para quitar o empréstimo no caso de o devedor deixar de cumprir o empréstimo ou de outra forma deixar de cumprir por seus termos. A palavra hipoteca é derivada de um termo do direito francês usado na Grã-Bretanha na Idade Média, que significa "penhor de morte" e refere-se ao penhor que termina (morrendo) quando a obrigação é cumprida ou a propriedade é tomada por execução duma hipoteca. Uma hipoteca também pode ser descrita como "um tomador de empréstimo considerando a forma de uma garantia por um benefício (empréstimo)".
Os tomadores de empréstimos hipotecários podem ser indivíduos hipotecando sua casa ou empresas hipotecando imóveis comerciais (por exemplo, suas próprias instalações comerciais, imóveis residenciais destinados a inquilinos ou uma carteira de investimentos). O credor normalmente será uma instituição financeira, como um banco, cooperativa de crédito ou sociedade civil, dependendo do país em questão, e os acordos de empréstimo podem ser feitos direta ou indiretamente por meio de intermediários. Recursos de empréstimos hipotecários, como o tamanho do empréstimo, vencimento do empréstimo, taxa de juros, método de pagamento do empréstimo e outras características, podem variar consideravelmente. Os direitos do credor sobre a propriedade garantida têm prioridade sobre os outros credores do mutuário, o que significa que, se o mutuário se tornar falido ou insolvente, os outros credores serão reembolsados apenas pelas dívidas que lhes são devidas pela venda da propriedade garantida se o credor hipotecário for reembolsado integralmente primeiro.
Em muitas jurisdições, é normal que as compras de imóveis sejam financiadas por um empréstimo hipotecário. Poucas pessoas têm poupanças suficientes ou fundos líquidos para poderem comprar imóveis imediatamente. Nos países onde a demanda por imóveis residenciais é mais alta, fortes mercados domésticos de hipotecas se desenvolveram. As hipotecas podem ser financiadas pelo setor bancário (ou seja, por meio de depósitos de curto prazo) ou pelo mercado de capitais por meio de um processo chamado "securitização", que converte conjuntos de hipotecas em títulos fungíveis que podem ser vendidos a investidores em pequenas denominações.
Empréstimos orçamentários incluem impostos e seguro no pagamento da hipoteca; empréstimos de pacote adicionam os custos de móveis e outros bens pessoais à hipoteca. As hipotecas de compra permitem que o vendedor ou credor pague algo semelhante a pontos para reduzir a taxa de juros e incentivar os compradores. Os proprietários também podem fazer empréstimos de capital nos quais recebem dinheiro para uma dívida hipotecária em sua casa. As hipotecas de valorização compartilhada são uma forma de liberação de capital. Nos EUA, os cidadãos estrangeiros, devido à sua situação única, enfrentam condições de hipoteca para estrangeiros.

## Tipos e conceitos
Uma avaliação é o valor de uma casa ou propriedade que é normalmente estabelecido pela instituição financeira que concede o empréstimo ou por uma empresa de avaliação que é normalmente nomeada pelo banco. Este valor, o rácio LTV (loan-to-value) máximo ou a percentagem de financiamento, é utilizado para definir o montante máximo do empréstimo, que é normalmente fixado em 70% ou 80% do valor da casa ou do imóvel. O comprador deve possuir a parte restante do valor da casa: 20%, 30% ou mais. Quanto mais dinheiro o comprador der de entrada inicialmente, menos arriscada é a hipoteca e melhor é o rácio empréstimo/valor do imóvel.
Existem muitos tipos de hipotecas utilizados em todo o mundo, mas alguns factores determinam geralmente as caraterísticas de uma hipoteca. Todos podem estar sujeitos a regulamentação local e a requisitos legais. 
- Juros: os juros podem ser fixos durante todo o período do empréstimo ou variáveis e variar em determinados períodos pré-determinados; a taxa de juro também pode, naturalmente, ser mais ou menos elevada.
- Prazo: Os empréstimos hipotecários têm normalmente um prazo máximo, que é o número de anos após os quais o empréstimo amortizado será pago. Alguns empréstimos hipotecários podem não ter amortização ou exigir o reembolso total de qualquer saldo remanescente numa determinada data ou mesmo uma amortização negativa. Um prazo de empréstimo mais longo significa que os seus pagamentos mensais serão mais baixos, mas pagará mais juros ao longo do tempo. Por outro lado, um prazo mais curto significa pagamentos mensais mais elevados, mas menos juros pagos a longo prazo.[9]
- Montante e frequência dos pagamentos: o montante a pagar por período e a frequência dos pagamentos; em alguns casos, o montante a pagar por período pode variar, ou o mutuário pode ter a opção de aumentar ou diminuir o montante a pagar.
- Pagamento antecipado: Alguns tipos de empréstimos hipotecários podem restringir ou proibir o pagamento antecipado da totalidade ou de parte do montante do empréstimo ou exigir o pagamento de uma penalização por pagamento antecipado ao mutuante.

Os dois principais tipos de empréstimos com amortização são os empréstimos hipotecários de taxa fixa (FRM) e os empréstimos hipotecários de taxa variável (ARM) (também conhecidos como empréstimos hipotecários de taxa variável). As hipotecas para aquisição de habitação própria permitem que o vendedor ou o mutuante paguem algo semelhante a pontos para baixar a taxa de juro e recompensar os compradores. Os proprietários também podem contrair empréstimos para aquisição de habitação própria, nos quais obtêm dinheiro para a dívida hipotecária da sua casa. As hipotecas de avaliação geral são uma forma de libertação de capital.